# 世界汉语大会
世界汉语大会是为适应全球持续升温的“汉语热”的需要，召开的以汉语为主题的大会。
主办单位：中国国家对外汉语教学领导小组（中华人民共和国教育部、中华人民共和国财政部、中华人民共和国国务院侨务办公室、中华人民共和国外交部、中华人民共和国国家发展和改革委员会、中华人民共和国商务部、中华人民共和国文化部、中华人民共和国国家广播电影电视总局、中华人民共和国新闻出版总署、中华人民共和国国务院新闻办公室、中华人民共和国国家语言文字工作委员会）
承办单位：中华人民共和国教育部

## 第一届世界汉语大会
时间：2005年7月20日－22日
地点：中国北京
主题：世界多元文化架构下的汉语发展
宗旨：
- 凝聚各方力量，共同加强汉语推广工作，让汉语随同开放的中国走向世界，让世界了解开放的中国。
- 提供中国政府在推动世界汉语教学方面的政策和项目的相关信息；
- 增进世界各国与中国在语言推广政策上的相互理解和通力合作；
- 促进世界各国汉语教学和对中华文化的了解，为来自世界各国的人士提供文化交流的平台；
- 研讨汉语作为外语的教学理论与实践，推动对外汉语教学学科的发展。